# Pterolophia tenebricoides
Pterolophia tenebricoides är en skalbaggsart som beskrevs av Stefan von Breuning 1976. Pterolophia tenebricoides ingår i släktet Pterolophia och familjen långhorningar. Inga underarter finns listade i Catalogue of Life.